# Zygothrica vittipinctata
Zygothrica vittipinctata är en tvåvingeart som beskrevs av Burla 1956. Zygothrica vittipinctata ingår i släktet Zygothrica och familjen daggflugor. Inga underarter finns listade i Catalogue of Life.